# Anthophora aeneiventris
Anthophora aeneiventris är en biart som beskrevs av Hans Hedicke 1931. Anthophora aeneiventris ingår i släktet pälsbin, och familjen långtungebin. Inga underarter finns listade i Catalogue of Life.